# カミアカリ
カミアカリは、日本のイネの品種名および銘柄名である。静岡県藤枝市松下明弘のコシヒカリ田で、1998年秋に発見された突然変異種の巨大胚芽米。名称は、稲の「カミ」様からと「アカリ」は松下明弘の名前から長坂潔曉（カミアカリドリーム勉強会代表）が命名。

## 概要
- コシヒカリの変異株から育成、早生、稈の長さは長、太さはやや細、耐倒伏性は弱[2]。カミアカリは巨大胚芽のため、玄米で食べる品種。2017年では、静岡県藤枝市の松下、福島県喜多方市熱塩加納町の菅井、茨城県大子町の大久保の3人に加え、新たに長野県伊那市長谷で、出口友洋が実験栽培を開始した。

## 経過
- 2005年 - 4月21日、登録出願日。
- 2007年 - 6月、カミアカリドリーム勉強会（代表 長坂潔曉）が発足。
- 2008年 - 3月6日、新品種として登録。
- 2011年 - カミアカリツーリズムを実施。

## 関連記事
- ankome通信[3]
- ささえるチカラ[4]